# Boophis narinsi
Boophis narinsi es una especie de anfibio anuro de la familia Mantellidae.

## Distribución geográfica
Esta especie es endémica del sureste de Madagascar. Habita en el parque nacional Ranomafana. Vive en la vegetación cerca de arroyos lentos en la selva tropical.

## Publicación original
- Vences, Gehara, Köhler & Glaw, 2012 : Description of a new Malagasy treefrog (Boophis) occurring syntopically with its sister species, and a plea for studies on non-allopatric speciation in tropical amphibians. Amphibia-Reptilis, vol. 33, n.º 3/4, p. 503-520.[4]